# Eiger Ultra Trail
Der Eiger Ultra Trail ist ein Ultramarathon, der vorwiegend auf Wegen um Grindelwald des Schweizer Kantons Bern im Berner Oberland stattfindet. Er ist Teil der UTMB World Series. Dabei ist seit 2022 die mit E250 bezeichnete Strecke die längste, auf dieser Strecke von 250 Kilometern sind 18.000 Höhenmeter zu überwinden. Der Teil des Nordwand-Trails vom Eigergletscher (Start in der Box) bis zur Bahnstation Alpiglen (Ziel in der Box) oberhalb von Grindelwald ist sechs Kilometer lang und mit Eiger Trail als lokale Wanderland-Route 353 signalisiert.

## Strecken

### E250 – UNESCO Trail
- Distanz: 250 km / Höhenmeter: 18'000 Hm[6]
- Umrundung des UNESCO-Welterbes Schweizer Alpen Jungfrau-Aletsch als 2er- oder 3er-Team, Zeitlimit 95 Stunden
- Grindelwald – Sefinafurgga – Hohtürli – Gasterntal – Lötschepass – Suonenwege im Wallis – Blatten-Belalp – Aletschgletscher – Fieschergletscher – Goms – Grimselpass – Haslital – Rosenlaui – Grindelwald

### E101 – Ultra Trail
- Distanz: 101 km / Höhenmeter: 6700 Hm[7]
- Zeitlimit 25 Stunden
- Grindelwald – Grosse Scheidegg – First – Bort – First – Bussalp – Faulhorn – Schynige Platte – Burglauenen – Wengen – Männlichen – Eigergletscher – Marmorbruch – Pfingstegg – Grindelwald

2022 und 2023 gewann die in der Schweiz lebende Deutsche Katharina Hartmuth das Rennen. 2025 gab es mit Daniela Oemus und Eva-Maria Sperger einen deutschen Doppelsieg auf der aufgrund der Wetterlage auf 68,6 km verkürzten Strecke.

### E51 – Panorama Trail
- Distanz: 51 km / Höhenmeter: 3100 Hm[9]
- auch als 2er-Team (Herren, Damen, gemischt) möglich, Zeitlimit 13 Stunden
- Grindelwald – Grosse Scheidegg – First – Bort – First – Bussalp – Faulhorn – Schynige Platte – Burglauenen – Grindelwald

### E35 – North Face Trail
- Distanz: 35 km / Höhenmeter: 2500 Hm[10]
- Zeitlimit 9 Stunden
- Burglauenen – Wengen – Männlichen – Eigergletscher – Eiger Trail – Alpiglen – Marmorbruch – Grindelwald

### E16 – Genuss Trail
- Distanz: 16 km / Höhenmeter: 960 Hm[11]
- Zeitlimit 4 Stunden
- Grindelwald – Oberer Gletscher – Berien – Bort – Grindelwald

### Trail Surprise
- Distanz: 10 bis 15 km / Höhenmeter: 500 bis 1000 Hm[12]
- Start und Ziel in Grindelwald, Zeitlimit 4 Stunden.
- Die genaue Strecke wird drei Tage vor dem Startschuss bekanntgegeben.

## Nachweise
1. ↑  Eiger Ultra Trail by UTMB. Abgerufen am 23. Juli 2024.
2. ↑  Neue Laufstrecke zum Geburtstag. Jungfrau Zeitung, abgerufen am 11. Oktober 2022.
3. ↑  Trail E250 – UNESCO Jungfrau-Aletsch Trail. eigerultratrail.ch, abgerufen am 11. Oktober 2022.
4. ↑  Der Eiger Trail bei «SchweizMobil».
5. ↑  Der Eiger Trail bei «myswitzerland.com».
6. ↑  E250 - UNESCO Trail - Eiger Ultra Trail. Abgerufen am 23. Juli 2024.
7. ↑  E101 - Ultra Trail - Eiger Ultra Trail. Abgerufen am 23. Juli 2024.
8. ↑  Deutsche Frauen dominieren beim Eiger Ultra Trail 2025. Abgerufen am 24. Juli 2025.
9. ↑  E51 - Panorama Trail - Eiger Ultra Trail. Abgerufen am 23. Juli 2024.
10. ↑  E35 - North Face Trail - Eiger Ultra Trail. Abgerufen am 23. Juli 2024.
11. ↑  E16 - Pleasure Trail - Eiger Ultra Trail. Abgerufen am 23. Juli 2024.
12. ↑  Trail Surprise - Eiger Ultra Trail. Abgerufen am 23. Juli 2024.